# Lepnica rozdęta

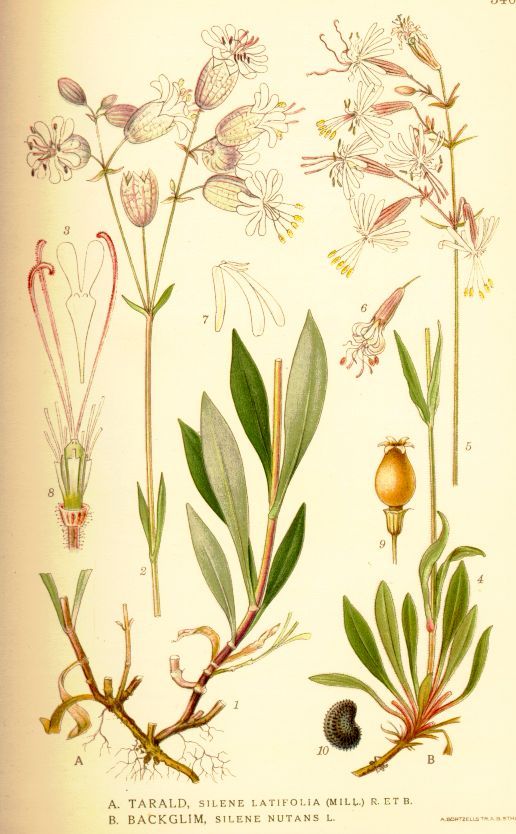
Morfologia

Lepnica rozdęta, l. zwyczajna, l. pospolita (Silene vulgaris (Salisb.) Sm.) – gatunek rośliny należący do rodziny goździkowatych (Caryophyllaceae). Jest szeroko rozprzestrzeniony na półkuli północnej, rośnie dziko w Europie, Azji i północnej Afryce, zadomowił się także na Azorach. W Polsce pospolity. 

## Morfologia
PokrójDługość 15–50 cm.
ŁodygaWzniesiona, rozgałęziona, naga, osiąga wysokość do 1 m. Cała roślina ma niebieskawe zabarwienie nadane jej przez warstwę wosku
LiścieEliptyczne do lancetowatych, zaostrzone.
KwiatyZebrane w luźne wierzchotki. Płatki korony białe, dwudzielne. przykoronka brak lub jest tylko śladowy. Kielich gładki, niebieskozielonkawy, beczułkowaty, rozdęty, z siatką 20 nerwów połączonych poprzecznymi anastomozami. Ząbki kielicha szerokie, trójkątne
OwocLuźno tkwiąca w rozdętym kielichu torebka na króciutkim trzonku.

## Biologia i ekologia
Bylina, chamefit. Siedlisko: suche murawy, żwirowiska, skarpy, przydroża, ubogie darnie, nasypy z kruszywa kamiennego, płytkie wapienne gleby. Uważana za chwast. Kwitnie od maja do września. Kwiaty zasobne w nektar, zapylane głównie przez motyle nocne i błonkówki. Kwiaty otwierają się całkowicie dopiero nocą i wydzielają w nocy słaby zapach. Rozmnaża się przez nasiona, ale również poprzez podziemne rozłogi. Liczba chromosomów 2n = 24. Może się ukorzeniać na głębokości 1 m.

## Systematyka i zmienność
- W obrębie rodziny goździkowatych należy do podrodziny Caryophylloideae i plemienia Sileneae[4]
- Występuje jeden podgatunek Silene vulgaris subsp. vulgaris, który ma wiele synonimów: Behen vulgaris Moench, Cucubalus latifolius Mill., Cucubalus venosus Gilib. Silene cucubalus Wibel, Silene latifolia (Mill.) Rendle & Britten, Silene venosa Asch.[4].

## Zastosowanie
Czasem jest wykorzystywana jako pasza dla bydła i pożytek pszczeli.